# Schrei nach Liebe (Fler-Lied)
Schrei nach Liebe ist ein Lied des deutschen Rappers Fler. Der Song wurde am 22. März 2009 veröffentlicht und ist ein Disstrack gegen den Rapper Kollegah.

## Hintergrund
Der Beef zwischen Flers Label Aggro Berlin und Kollegahs Label Selfmade Records entstand im Vorfeld der Veröffentlichung des Samplers Chronik 2 von Selfmade Records. So veröffentlichten Kollegah, Favorite und Farid Bang am 11. März 2009 den Song Westdeutschlands Kings im Internet. Darin griffen sie die Rapper Sido, Fler und Kitty Kat von Aggro Berlin an. Daraufhin antworteten Fler, Kitty Kat und Godsilla zwei Tage später mit dem Disstrack Früher wart ihr Fans. Diesen wiederum beantwortete Kollegah am 20. März 2009 mit seinem Song Fanpost, der sich vorrangig gegen Fler richtete.

## Inhalt
Im Intro von Schrei nach Liebe spricht Fler Kollegah direkt an und meint, dieser hätte eine Woche Zeit für eine Antwort gehabt, doch habe mit Fanpost die Erwartungen nicht erfüllen können. Textlich disst er Kollegah, wobei er dessen Rapstil und Punchlines teilweise imitiert und sich darüber lustig macht. So enthält der Song – wie sonst untypisch für Fler – verschiedene Vergleiche, Wortspiele und Metaphern. In der ersten Strophe bezeichnet Fler Kollegah als „Opferfresse“ und „Milchgesicht mit Igelhaaren“, dessen Mutter lieber abgetrieben hätte. Kollegah könne zudem keine Hitsingles vorweisen und seine Fans seien nur in Foren im Internet aktiv. Die zweite Strophe thematisiert unter anderem Flers kriminelle Karriere als Sprayer, während Kollegah lediglich den Malwettbewerb in der Schule gewonnen habe und somit nur vorgebe, ein Gangster zu sein. Zudem droht er Kollegah Schläge an, sollte dieser nach Berlin kommen. Auch macht er sich über Kollegahs Aussehen und dessen schwachen Auftritt beim Splash! 2006 lustig. In der dritten Strophe greift Fler außerdem den Rapper Favorite an und nimmt Bezug auf dessen Haarausfall sowie dessen verstorbene Eltern. Kollegah hingegen sei letztendlich nur ein Fan von ihm und Aggro Berlin. Im Refrain, der textlich und melodisch an das gleichnamige Lied Schrei nach Liebe von Die Ärzte angelehnt ist, nutzt Fler auch Autotune. Zudem ist sein Kollege Sido mit dem Wort „Arschloch“ zu hören.

„Dass du mich disst, ist nur ein stummer Schrei nach Liebe

Guck, dieses Milchgesicht sehnt sich nach Zärtlichkeit

Du musst dein’ Selbsthass nicht auf andere projizieren

Ich weiß, dein Vater hatte niemals für dich Zeit

Arschloch, Arschloch“

## Reaktionen und Nachwirkung
Auf der Internetseite rap.de wurde Schrei nach Liebe als „starke Antwort“ von Fler bezeichnet, mit der „wohl doch niemand gerechnet“ habe. So zeige sich der Rapper „in punchlinetechnisch bisher unbekannter Höchstform“ und weise auch Selbstironie auf. Dagegen werden die Zeilen gegen Favorite und dessen verstorbene Eltern als „Geschmacklosigkeit“ gesehen.
Nach dem Song von Fler wurde es eine Zeit lang ruhiger, wobei Sticheleien zwischen beiden Rappern noch einige Jahre bestehen blieben. So veröffentlichte Kollegah 2016 den Disstrack Fanpost 2, der trotz Video jedoch weitaus weniger Beachtung fand und eher negativ bewertet wurde. Erst 2017 wurde der Streit endgültig beigelegt und Anfang 2020 erschien mit Public Enemies sogar ein gemeinsamer Song beider Rapper.